# B-2 Spirit

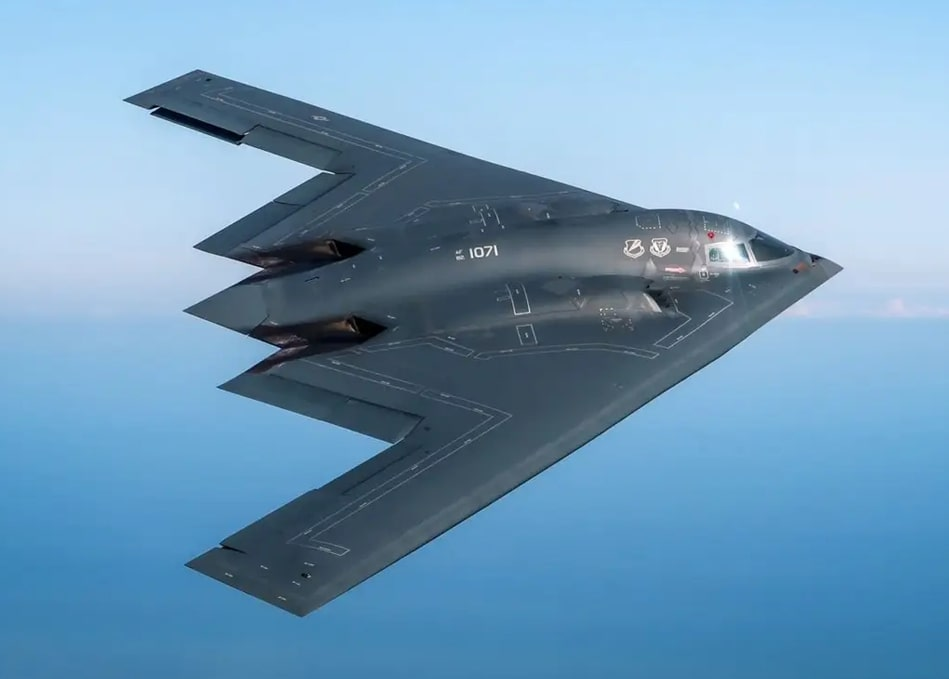
B-2 Spirit op weg naar een militaire oefening

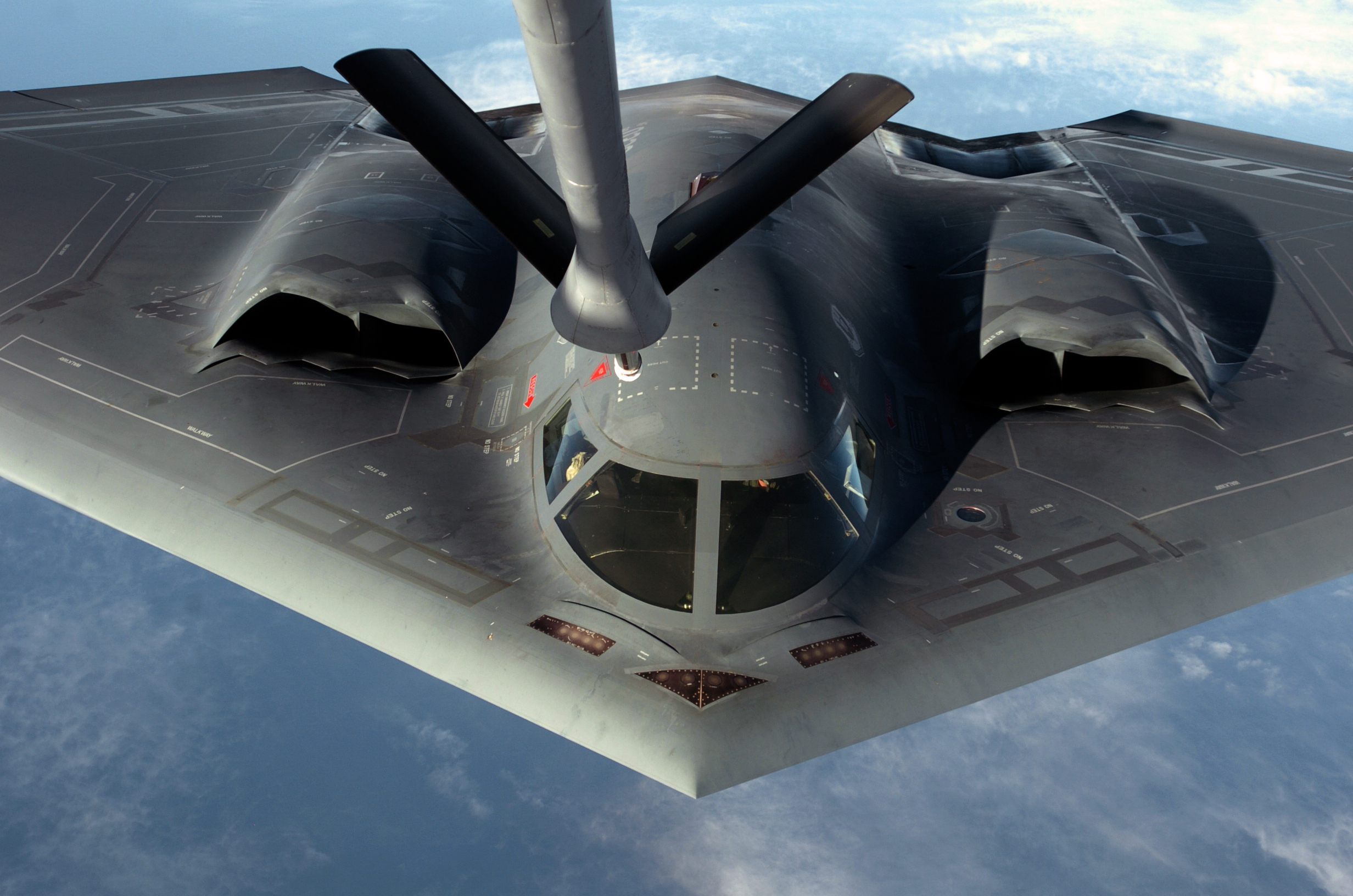
Bijtanken in de lucht nodig voor lange missies

De B-2 Spirit is een Amerikaanse zware strategische bommenwerper met stealth-technologie (stealth-bommenwerper) die in staat is zowel conventionele als nucleaire wapens af te werpen op intercontinentale afstand. Het vliegtuig heeft een uniek vliegende vleugel-ontwerp zonder staart of romp, en maakt gebruik van radar-absorberende materialen om zo goed als onzichtbaar te blijven voor vijandelijke luchtverdediging. De B-2 werd ontworpen om tijdens de Koude Oorlog diep in Sovjet-grondgebied door te dringen, maar wordt tegenwoordig vooral ingezet voor precisieaanvallen met conventionele wapens.De operationele thuisbasis van de B-2 is Whiteman Air Force Base in Missouri, het onderhoud gebeurt op Tinker Air Force Base in Oklahoma. De Amerikaanse luchtmacht heeft momenteel negentien B-2's in dienst.

## Ontwikkeling
De ontwikkeling van de B-2 begon in 1979 als een geheim project onder de naam Advanced Technology Bomber (ATB). Het team van Northrop (later Northrop Grumman) werd op 20 oktober 1981 gekozen. De Amerikaanse luchtmacht was oorspronkelijk van plan 132 vliegtuigen te kopen, maar dit werd eerst teruggebracht tot 75. Door het einde van de Koude Oorlog begin jaren 90 werden uiteindelijk slechts 21 vliegtuigen geproduceerd tussen 1988 en 2000. Door de hoge ontwikkelingskosten en het teruggebrachte aantal vliegtuigen is de totale prijs per toestel opgelopen tot gemiddeld $2,13 miljard dollar. Het vliegtuig werd voor het eerst publiekelijk getoond op 22 november 1988 in Palmdale, hoewel gasten de achterkant van het toestel niet mochten zien. Tijdens de eerste testvluchten zagen burgers het vliegtuig regelmatig aan voor een UFO.

## Ontwerp
De B-2 Spirit heeft een vliegende vleugel-ontwerp zonder traditionele romp of staartoppervlakken. Met een spanwijdte van 52,43 meter en een lengte van slechts 21,03 meter heeft het vliegtuig een zeer brede en platte vorm die optimaal is voor zowel stealth-eigenschappen als aerodynamische efficiëntie. Het vleugeloppervlak van 478 vierkante meter biedt voldoende lift voor het startgewicht van ruim 152.000 kilogram.
De constructie bestaat voornamelijk uit koolstof-grafiet composietmaterialen die sterker zijn dan staal, lichter dan aluminium en een aanzienlijke hoeveelheid radarenergie absorberen. Het vliegtuig wordt aangedreven door vier General Electric F118-GE-100 turbofan motoren.

## Technische uitdagingen
De ontwikkeling van de B-2 bracht ongekende technische uitdagingen met zich mee. Het ontwerp maakt het vliegtuig inherent instabiel, waardoor een complex viervoudig computergestuurd fly-by-wire besturingssysteem noodzakelijk was om het toestel vliegbaar te maken. Voor het behoud van de stealth-eigenschappen moesten de motoren diep in de vleugel worden weggewerkt, en werd het vliegtuig samengesteld met ongewoon strakke toleranties om lekken van vloeistoffen te voorkomen die de radarsignatuur zouden kunnen vergroten.

### Stealth-technologie
De stealth-eigenschappen van de B-2 berusten op een combinatie van vorm, materialen en operationele procedures. Het ontwerp vermijdt verticale oppervlakken die radarstralen zijwaarts zouden reflecteren, terwijl de continue gebogen oppervlakken radarenergie wegsturen van de zender. Het gebruik van geavanceerde computersimulaties voor het voorspellen van radarreflecties was revolutionair voor de jaren 1980.
Voor infrarood-stealth worden de hete uitlaatgassen gemengd met koude lucht uit de grenslaag onder de hoofdinlaten, wat resulteert in een lagere warmtesignatuur. De uitlaatopeningen zijn breed en plat om de hete gassen snel te laten afkoelen en te verspreiden. Het vliegtuig heeft geen naverbranders omdat deze de infraroodsignatuur drastisch zouden verhogen.
Voor visuele stealth is de B-2 geschilderd in een anti-reflectieve donkergrijze verf. De onderkant is donker omdat het vliegtuig op grote hoogte (15.000 meter) vliegt waar donkergrijs goed opgaat in de lucht. Het vliegtuig moet worden opgeslagen in hangars met klimaatbeheersing om de coating te beschermen.

## Prestaties en operationele mogelijkheden
De B-2 kan missies uitvoeren op hoogtes tot 15.240 meter en heeft een bereik van 6.000 nautische mijlen (11.112 kilometer). Met een keer bijtanken kan het vliegtuig 10.000 nautische mijlen (18.520 kilometer) vliegen. De langste geregistreerde gevechtsmissie duurde 44,3 uur.
Ongeveer 80 piloten zijn gekwalificeerd om de B-2 te vliegen. Elke bemanning bestaat uit twee personen: een piloot en een missiecommandant. Het ene bemanningslid kan slapen terwijl de ander het vliegtuig bestuurt, essentieel voor lange missies. Het vliegtuig tankt tijdens een cruise elke zes uur bij en neemt dan tot 23.000 kilogram brandstof op. Voor lange missies beschikt de cockpit over een campingbed, toilet en faciliteiten om warme maaltijden te bereiden.

## Kosten en controverses
Het B-2 programma was een van de duurste militaire projecten ooit. De totale programmakosten bedroegen $44,75 miljard (in 1997 dollars), wat neerkomt op gemiddeld $2,13 miljard per vliegtuig inclusief ontwikkeling, testen, productie en ondersteuning. De eenheidsprijs per vliegtuig bedroeg $1,157 miljard (in 1998 dollars), terwijl de productiekosten $737 miljoen per vliegtuig bedroegen.
De hoge operationele kosten maakten het programma controversieel in het Amerikaanse Congres. In 1997 kostte elk vlieguur 119 uur onderhoud, vergeleken met 53 uur voor de B-52 en 60 uur voor de B-1B. De maandelijkse onderhoudskosten bedragen ongeveer $3,4 miljoen per vliegtuig. Een belangrijke reden voor deze kosten zijn de hangars van $5 miljoen per stuk die nodig zijn om de stealth-coating te onderhouden.
Politieke oppositie kwam van zowel Democratische als Republikeinse congresleden, waaronder Ron Dellums, John Kasich, en John McCain. De escalerende kosten en het einde van de Koude Oorlog leidden tot het inkrimpen van de geplande aankoop van 132 naar uiteindelijk 21 vliegtuigen.

## Inzet

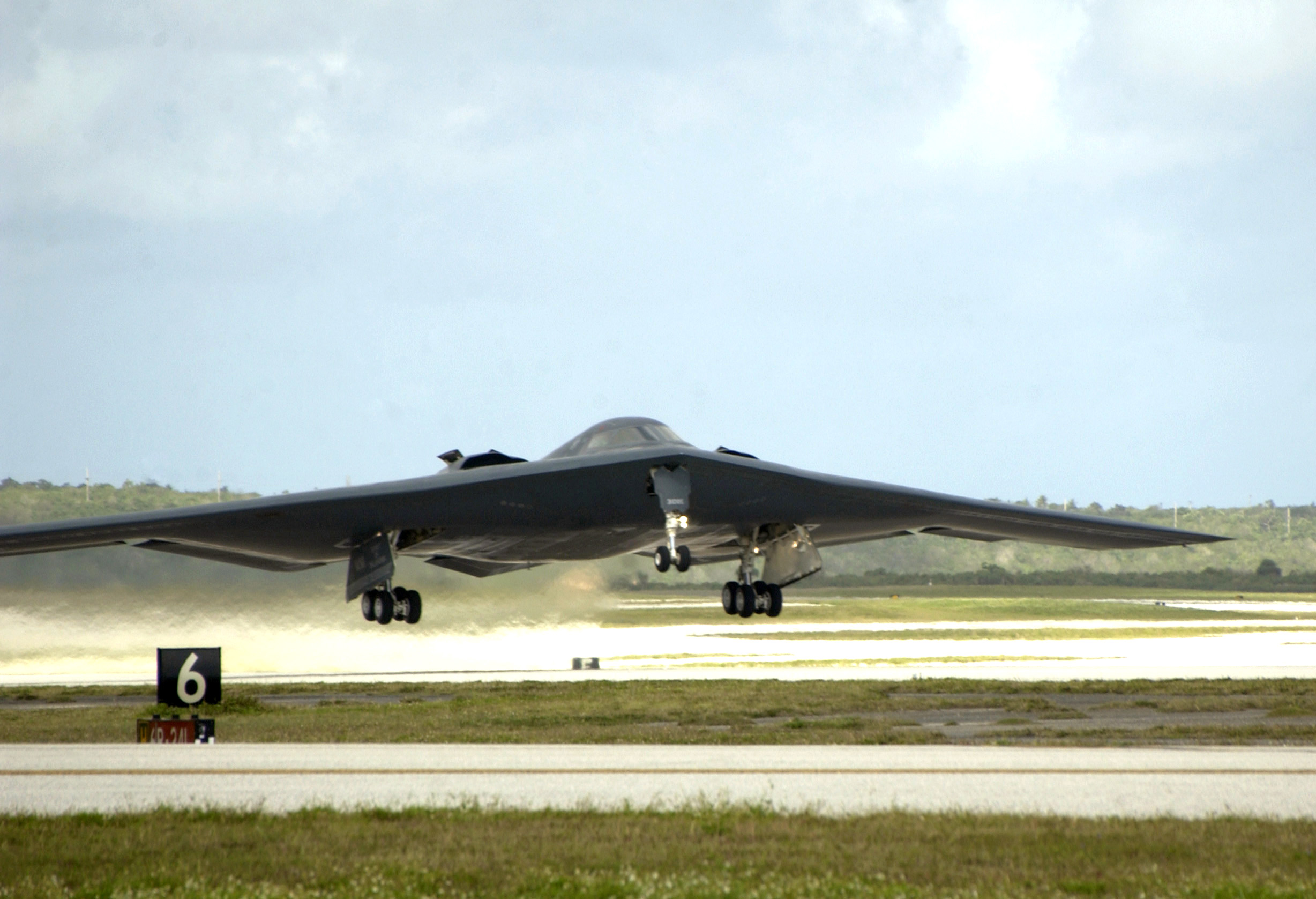
B-2 take off

De toestellen zijn op de volgende manieren ingezet:
- De B-2 Spirit vliegt regelmatig verkenningsvluchten in internationaal luchtruim als antwoord op de vluchten van de Russen met de Tupolev Tu-95 'Bear' bommenwerper.
- In 1999 werden door B-2's tijdens acties boven Kosovo voor het eerst satelliet-geleide JDAM-bommen gebruikt.[9] De B-2's waren verantwoordelijk voor 33% van de geselecteerde doelen in de eerste acht weken, ondanks dat ze slechts 50 van de 34.000 NATO-vliegbewegingen uitvoerden.[9]
- De B-2 werd ingezet in Afghanistan bij de operatie Enduring Freedom. Voor sommige missies vlogen de toestellen non-stop van Whiteman Air Force Base naar Afghanistan en terug, wat leidde tot enkele van de langste gevechtsmissies ooit gevlogen.
- Het toestel is diverse malen ingezet boven Irak bij operatie Iraqi Freedom. Hierbij werden de toestellen tijdelijk op Diego Garcia gestationeerd.
- In maart 2011 waren B-2's de eerste Amerikaanse vliegtuigen in actie tijdens Operatie Odyssey Dawn in Libië, waarbij drie toestellen 40 bommen afwierpen op een Libisch vliegveld.
- In 2017 werden B-2's ingezet tegen ISIS-doelen in Libië, waarbij 85 militanten werden gedood.
- In oktober 2024 voerden B-2's aanvallen uit op wapendepots van de Houthi's in Jemen.
- Op 22 juni 2025 bombardeerden zeven B-2 Spirit de uraniumverrijkingsinstallatie van Fordo en van Natanz, in Iran. Ze waren opgestegen vanaf de Whiteman Air Force Base in Missouri voor een non-stop vlucht van 37 uur met bijtanken in de lucht.[10]

## Bewapening

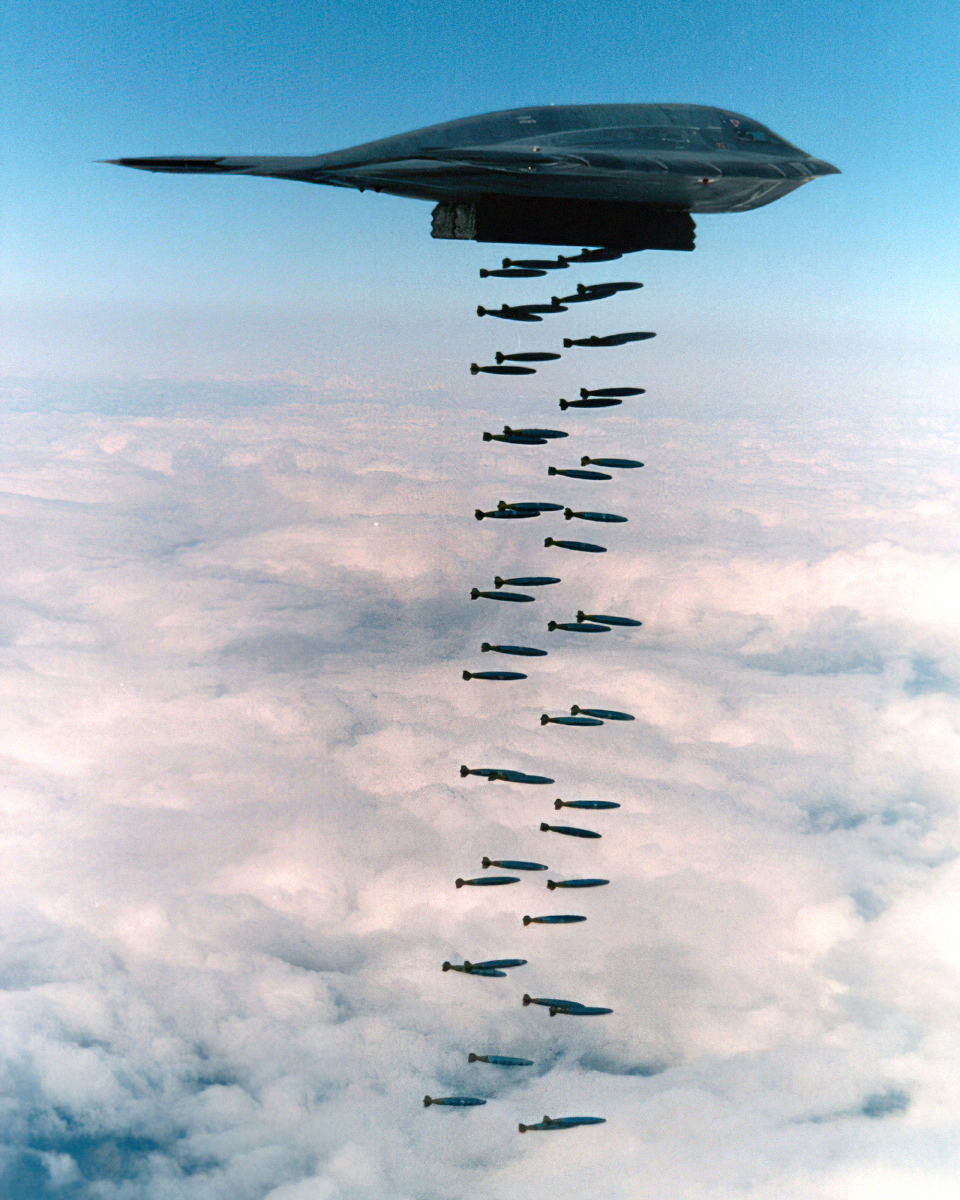
Een B-2 werpt een bomlading af

De B-2 is geschikt voor de volgende wapentypes:
- Nucleair
  - 16x B61-kernwapen of B83-kernwapen
- Conventioneel
  - 80x Mark 82 (500 ponder) of
  - 16x Mark 84 (2000 ponder)
  - 34-36x CBU-87, CBU-89 of CBU-97
- Precisie-munitie
  - 216x Guided Bomb Unit-39 Small Diameter Bomb (250 ponder) of
  - 80x GBU-30 of GBU-38 Joint Direct Attack Munition (JDAM 500 ponder) of
  - 16x GBU-32 of GBU-31 JDAM (2000 ponder) of
  - 8-16x AGM-154 Joint Stand Off Weapon (JSOW) of AGM-137 Tri Service Standoff Attack Missile (TSSAM) of
  - 8x GBU-27 of GBU-28 of GBU-36 of GBU-37
  - 2x GBU-57 Massive Ordnance Penetrator (30.000 pond bunker buster bommen)

## Toekomst
De Amerikaanse luchtmacht plant de B-2's in dienst te houden tot 2032, wanneer ze vervangen zullen worden door de nieuwe Northrop Grumman B-21 Raider. De B-21, ook wel bekend als de "Next Generation Bomber", zal modernere stealth-technologie bevatten en kosteneffectiever zijn in onderhoud.
Ondertussen ondergaat de B-2-vloot verschillende moderniseringsprogramma's, waaronder upgrades van de avionics, radarsystemen en bewapeningscomputers. In 2008 werd de computerarchitectuur van de B-2 grondig herzien met nieuwe geïntegreerde processors en een glasvezelnetwerk. De radar werd gemoderniseerd naar een actief elektronisch gescande array (AESA) systeem.

## Registraties van de B-2 Spirit
Vanwege het geringe aantal vliegtuigen heeft ieder toestel naast zijn gebruikelijke registratie ook een officiële naam gekregen.
| Vliegtuig Nr. | USAF s/n | Officiële naam           | Tijd in dienst, status                                                                     |
| ------------- | -------- | ------------------------ | ------------------------------------------------------------------------------------------ |
| AV-1          | 82-1066  | Spirit of America        | 14 juli 2000 – heden                                                                       |
| AV-2          | 82-1067  | Spirit of Arizona        | 4 december 1997 – heden                                                                    |
| AV-3          | 82-1068  | Spirit of New York       | 10 oktober 1997 – heden                                                                    |
| AV-4          | 82-1069  | Spirit of Indiana        | 22 mei 1999 – heden                                                                        |
| AV-5          | 82-1070  | Spirit of Ohio           | 18 juli 1997 – heden                                                                       |
| AV-6          | 82-1071  | Spirit of Mississippi    | 23 mei 1997 – heden                                                                        |
| AV-7          | 88-0328  | Spirit of Texas          | 21 augustus 1994 – heden                                                                   |
| AV-8          | 88-0329  | Spirit of Missouri       | 31 maart 1994 – heden                                                                      |
| AV-9          | 88-0330  | Spirit of California     | 17 augustus 1994 – heden                                                                   |
| AV-10         | 88-0331  | Spirit of South Carolina | 30 december 1994 – heden                                                                   |
| AV-11         | 88-0332  | Spirit of Washington     | 29 oktober 1994 – Zwaar beschadigd door brand in februari 2010, hersteld                   |
| AV-12         | 89-0127  | Spirit of Kansas         | 17 februari 1995 – 23 februari 2008, neergestort                                           |
| AV-13         | 89-0128  | Spirit of Nebraska       | 28 juni 1995 – heden                                                                       |
| AV-14         | 89-0129  | Spirit of Georgia        | 14 november 1995 – Beschadigd na landingsgestel instorting in september 2021, in reparatie |
| AV-15         | 90-0040  | Spirit of Alaska         | 24 januari 1996 – heden                                                                    |
| AV-16         | 90-0041  | Spirit of Hawaii         | 10 januari 1996 – 10 december 2022, uit dienst na noodlanding                              |
| AV-17         | 92-0700  | Spirit of Florida        | 3 juli 1996 – heden                                                                        |
| AV-18         | 93-1085  | Spirit of Oklahoma       | 15 mei 1996 – heden, testvlucht                                                            |
| AV-19         | 93-1086  | Spirit of Kitty Hawk     | 30 augustus 1996 – heden                                                                   |
| AV-20         | 93-1087  | Spirit of Pennsylvania   | 5 augustus 1997 – heden                                                                    |
| AV-21         | 93-1088  | Spirit of Louisiana      | 11 november 1997 – heden                                                                   |

## Ongelukken en incidenten
- Op 23 februari 2008 stortte een B-2 Spirit neer: de 89-0127 Spirit of Kansas. De beide piloten konden zich in veiligheid brengen door middel van hun schietstoel. Het toestel crashte vlak bij Andersen Air Force Base op het eiland Guam. Volgens de Amerikaanse luchtmacht was de oorzaak van de crash vocht in de luchtsensoren die voor onjuiste gegevens naar de vliegcomputer zorgde, waardoor het vliegtuig direct na het opstijgen 30 graden omhoog ging, snelheid verloor en crashte. Dit was de eerste crash van een B-2 en resulteerde in een verlies van $1,4 miljard.

- In februari 2010 vond er een ernstig incident plaats met de Spirit of Washington op Andersen Air Force Base, waarbij het vliegtuig zwaar beschadigd raakte door brand. Na 18 maanden reparaties kon het terugvliegen naar de VS voor verdere herstelwerkzaamheden en keerde in december 2013 terug in dienst.

- In september 2021 maakte de Spirit of Georgia een noodlanding op Whiteman AFB waarbij het landingsgestel bezweek. De oorzaak waren verouderde landingsgestelveren die 11% minder spanning hadden dan vereist, gecombineerd met microscheurtjes in hydraulische verbindingen. Het vliegtuig is momenteel in reparatie.

- In december 2022 vond er een incident plaats waarbij de Spirit of Hawaii een noodlanding moest maken op Whiteman AFB. Het toestel raakte beschadigd en werd later uit dienst genomen vanwege de hoge reparatiekosten en de komende vervanging door de B-21.